# Riksväg 72
Der Riksväg 72 ist eine schwedische Fernverkehrsstraße in Uppsala län und Västmanlands län. Er verbindet die Städte Uppsala und Sala.

## Verlauf
Die Straße zweigt bei Uppsala vom Europaväg 4 ab und verläuft durch die Stadt und über den Abzweig des Riksväg 55 weiter nach Westen über Vänge, Järlåsa, Vittinge und Morgongåva nach Heby, wo der von Süden kommende Länsväg 264 einmündet, und weiter gemeinsam mit dem Riksväg 56 nach Sala.
Die Länge der Straße beträgt vom Abzweig des Riksväg 55 bei Uppsala bis Heby 42 km; die Gesamtlänge einschließlich des Riksväg 55 und des Riksväg 56 beträgt 63 km.

## Geschichte
Die Straße trägt ihre Bezeichnung seit dem Jahr 1962.